# Nieumyślność
Nieumyślność – znamię strony podmiotowej czynu zabronionego.
Normatywna teoria winy przyjmuje, że nieumyślność jest znamieniem podmiotowym charakteryzującym nastawienie psychiczne sprawcy wobec realizacji znamion typu czynu zabronionego. Wskazuje na nastawienie psychiczne sprawcy wobec znamion przedmiotowych opisujących typ czynu zabronionego.
Wypełnienie przez sprawcę znamienia podmiotowego nieumyślności nie przesądza kwestii winy. Stanowi podstawę wartościowania tego zachowania sprawcy.
Zawsze jest wywołana błędem sprawcy co do któregokolwiek ze znamion typu czynu zabronionego.
Występuje w postaciach:
- świadomej – sprawca popełnia nieumyślnie czyn zabroniony na skutek niezachowania reguł ostrożności wymaganych w danych okolicznościach; gdy przewiduje możliwość popełnienia czynu zabronionego; w zakresie strony intelektualnej nie różni się od zamiaru ewentualnego;
- nieświadomej – sprawca popełnia nieumyślnie czyn zabroniony na skutek niezachowania reguł ostrożności wymaganych w danych okolicznościach, gdy nie przewidywał możliwości jego popełnienia (choć mógł ją przewidzieć).

Mógł przewidzieć oznacza pewną obiektywną możliwość (popełnienie czynu było normalnym następstwem takiego zachowania).
Obie postaci łączy strona woluntatywna – brak zamiaru realizacji znamion typu czynu zabronionego; sprawca nie chce zrealizować znamion przedmiotowych typu czynu zabronionego oraz nie można stwierdzić, że na realizację tych znamion się godzi.
Nie jest możliwe wystąpienie klauzuli nieumyślności w wypadku zbrodni.